# Erich Arp
Erich Arp (* 21. Dezember 1909 in Horneburg; † 20. Dezember 1999) war ein deutscher Politiker (SPD). Er war von 1946 bis 1947 Arbeitsminister und von 1947 bis 1948 Landwirtschaftsminister des Landes Schleswig-Holstein.

## Leben
Nach dem Realgymnasium studierte Arp Philosophie, Pädagogik, Rechtswissenschaften und Volkswirtschaft an den Universitäten in Hamburg und Berlin. 1933 musste er aus politischen Gründen vorübergehend Deutschland verlassen und emigrierte nach Amsterdam. Nach seiner Rückkehr 1934 war er als Fabrikant in Pinneberg und Elmshorn tätig. 1941 übernahm Erich Arp das Glashaus Hamburg und machte aus dem Einzelhandelsgeschäft für Porzellan, Kristall und Glas einen Spezialgroßhandel für Gastronomie und Großküchenbedarf. Nach dem Zweiten Weltkrieg war er selbständiger Kaufmann. Er unterhielt Kontakte zu Exilkreisen in Dänemark und leistete Widerstand im „Antifaschistischen Kampfkomitee Hamburg“. Im Mai 1945 ist er an der Selbstbefreiung Elmshorns durch die KPD und SPD beteiligt.
Erich Arp war verheiratet und hatte vier Kinder. Der Kunstsammler Arp war überdies langjähriger Vorsitzender der Griffelkunst-Vereinigung Hamburg und mit Andreas Paul Weber befreundet. In diesem Zusammenhang publizierte er auch einige Schriften.
Er starb am 20. Dezember 1999 einen Tag vor seinem 90. Geburtstag.

## Partei
Bereits als Student trat Arp 1932 der SPD bei. Er war Leiter der Berliner Studentengruppe „Akademische Legion“ des Reichsbanner Schwarz-Rot-Gold und war Vorstandsmitglied der Sozialistischen Studentenschaft Deutschlands. Er beantragte am 14. August 1941 die Aufnahme in die NSDAP und wurde zum 1. Oktober desselben Jahres aufgenommen (Mitgliedsnummer 8.769.778). Danker und Lehmann-Himmel charakterisieren ihn in ihrer Studie über das Verhalten und die Einstellungen der Schleswig-Holsteinischen Landtagsabgeordneten und Regierungsmitglieder der Nachkriegszeit in der NS-Zeit als „oppositionell gemeinschaftsfremd“ und bescheinigen ihm, er habe seine NSDAP-Mitgliedschaft dem Entnazifizierungsausschuss überzeugend als Tarnung für Widerstandsaktivitäten erläutert.
1945 wurde Arp in den Landesvorstand der SPD in Schleswig-Holstein gewählt. Am 16. Januar 1949 trat er aus der SPD aus, um einem Ausschlussverfahren wegen Verbindungen mit der SED zuvorzukommen, und war zunächst parteilos. 1951 war er gemeinsam mit Heinrich Christian Meier für die „Oppositionellen Sozialdemokraten“ maßgeblich am Deutschen Kongreß beteiligt, auf dem er am 17. und 18. März 1951 als Tagungsleiter fungierte. Der Deutsche Kongress, auf dem sowohl Vertreter weit links stehender Gruppen als auch neutralistische Nationalisten wie Günther Gerekes Deutsche Soziale Partei und Joachim von Ostaus Block der Nationalen Einigung vertreten waren, forderte in einer dort verabschiedeten Erklärung Wahlen zu einem gesamtdeutschen Parlament, die Bildung einer wirtschaftlichen und politischen Föderation aller deutschen Gebiete sowie die Demilitarisierung und Neutralität Gesamtdeutschlands. 1957 trat er wieder in die SPD ein.

## Abgeordneter
Nach 1945 gehörte Arp dem Kreistag des Kreises Pinneberg an.
Von 1946 bis 1950 war Arp Mitglied des Landtages von Schleswig-Holstein. Vom 7. Mai bis 11. November 1946 war er hier stellvertretender Vorsitzender des Ausschusses für Ernährung, Landwirtschaft und Forsten. Am 15. Januar 1949 verließ er die SPD-Fraktion und gehörte dem Landtag bis zu seinem Ausscheiden als fraktionsloser Abgeordneter an. Arp gehörte dem ersten und zweiten ernannten Landtag an und war in der ersten Legislaturperiode als direkt gewählter Abgeordneter des Wahlkreises Husum in den Landtag eingezogen.
Im Januar 1949 wurde der Verleger Rudolf Augstein erstmals für eine Meldung im Spiegel angeklagt, nachdem das Magazin berichtet hatte, dass bei einer Hausdurchsuchung beim Kieler Ex-Agrarminister Erich Arp Fleischbüchsen gefunden worden waren. Augstein wurde vor Gericht freigesprochen.
Von 1961 bis 1974 war er Mitglied der Hamburgischen Bürgerschaft.

## Öffentliche Ämter
Vom 13. März bis zum 22. November 1946 gehörte Arp als stellvertretender Minister für Ernährung, Landwirtschaft und Forsten der von Oberpräsident Theodor Steltzer geführten Regierung von Schleswig-Holstein an.
Am 2. Dezember 1946 wurde er dann zum Minister für Aufbau und Arbeit ernannt. Nach der ersten Landtagswahl 1947, bei der die SPD die absolute Mehrheit errang, erfolgte am 29. April 1947 seine Berufung zum Minister für Ernährung, Landwirtschaft und Forsten in die jetzt von Ministerpräsident Hermann Lüdemann geleitete Landesregierung.
Am 2. Februar 1948 trat er von diesem Amt zurück.

## Schriften
- Die Bevölkerungsbewegung in Deutschland, England und Frankreich in und nach dem Kriege. Hamburg, 1923. (?)
- Programm der Christlich-Demokratischen Union und einige sozialdemokratische Randbemerkungen. Hanseatische Druckanstalt, Hamburg 1946.
- Dreijahresplan für Elmshorn / Ansprache von Erich Arp auf einer Elmshorner SPD-Kundgebung Okt. 1946. Hanseatische Druckanstalt, Hamburg 1946.
- Kartoffeln 1946/47. Sozialdemokratischer Pressedienst 1946, H. 24 (25. September 1946), S. 5.
- Bericht des Landesministers Arp in der 6. Sitzung des Schleswig-Holsteinischen Landtages am 28. März 1947 über Voraussetzungen und Forderungen für einen Aufbau in Schleswig-Holstein.
- (Hrsg.): A. Paul Weber. Werkverzeichnis d. Griffelkunst; Holzschnitte u. Lithographien von 1939–1981. Christians, Hamburg 1981.
- (Hrsg.): A. Paul Weber. Kritische Graphik und Britische Bilder. Christians, Hamburg 1985.
- (Hrsg.): Alfred Kubin in Hamburg. Christians, Hamburg 1989.